# SN 2009lx
SN 2009lx – supernowa typu II-P odkryta 24 listopada 2009 roku w galaktyce M+01-30-08. W momencie odkrycia miała maksymalną jasność 17,10m.